# تپه شیطان تپه سی
تپه شیطان تپه سی مربوط به دوره ساسانیان است و در شهرستان مشگین‌شهر، بخش مرکزی، دهستان مشکین شرقی، روستای سواره واقع شده و این اثر در تاریخ ۱۲ دی ۱۳۸۶ با شمارهٔ ثبت ۲۰۳۳۰ به‌عنوان یکی از آثار ملی ایران به ثبت رسیده است.